# IndyCar Series 2008

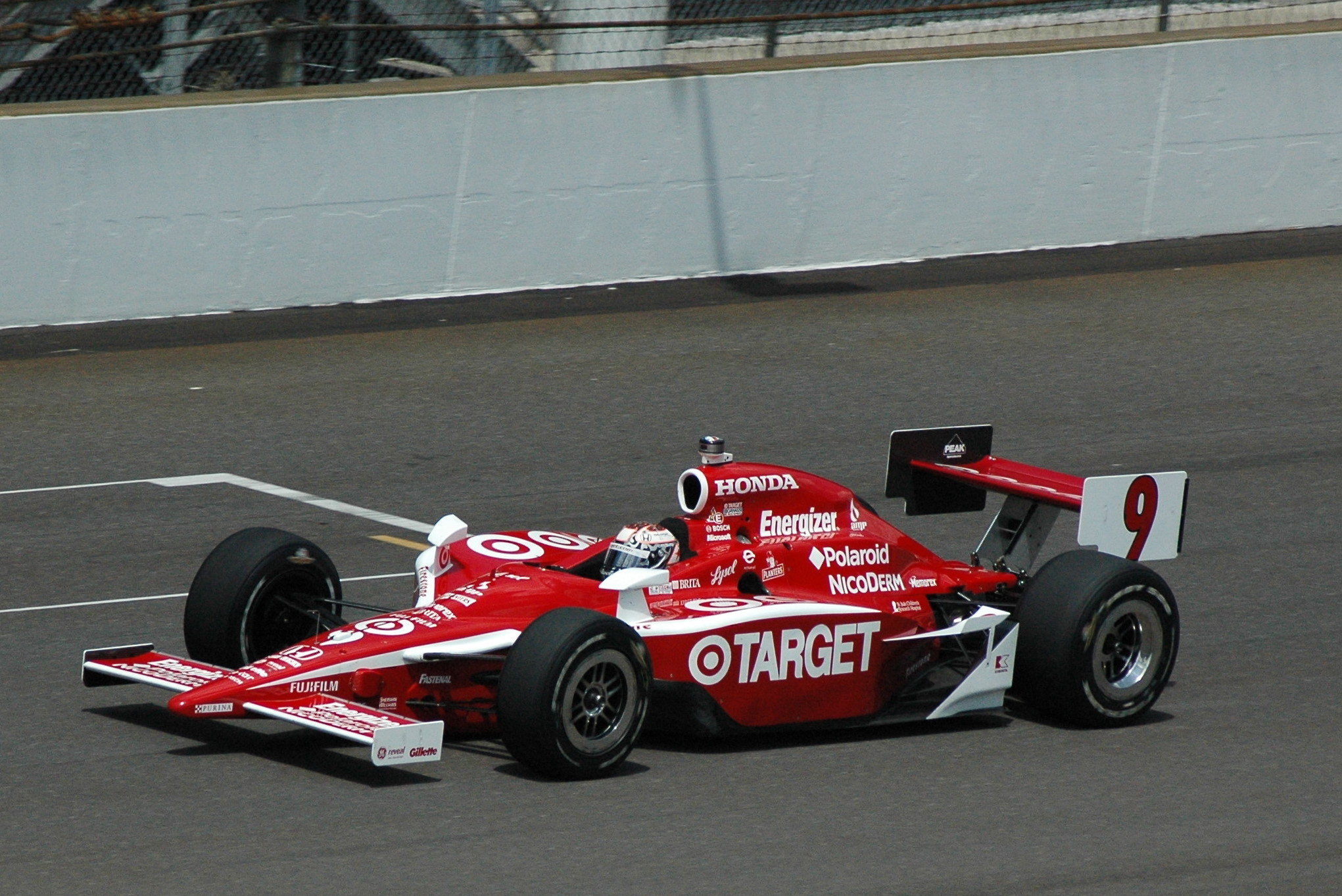
Scott Dixon, vainqueur du championnat et des 500 miles d'Indianapolis 2008.

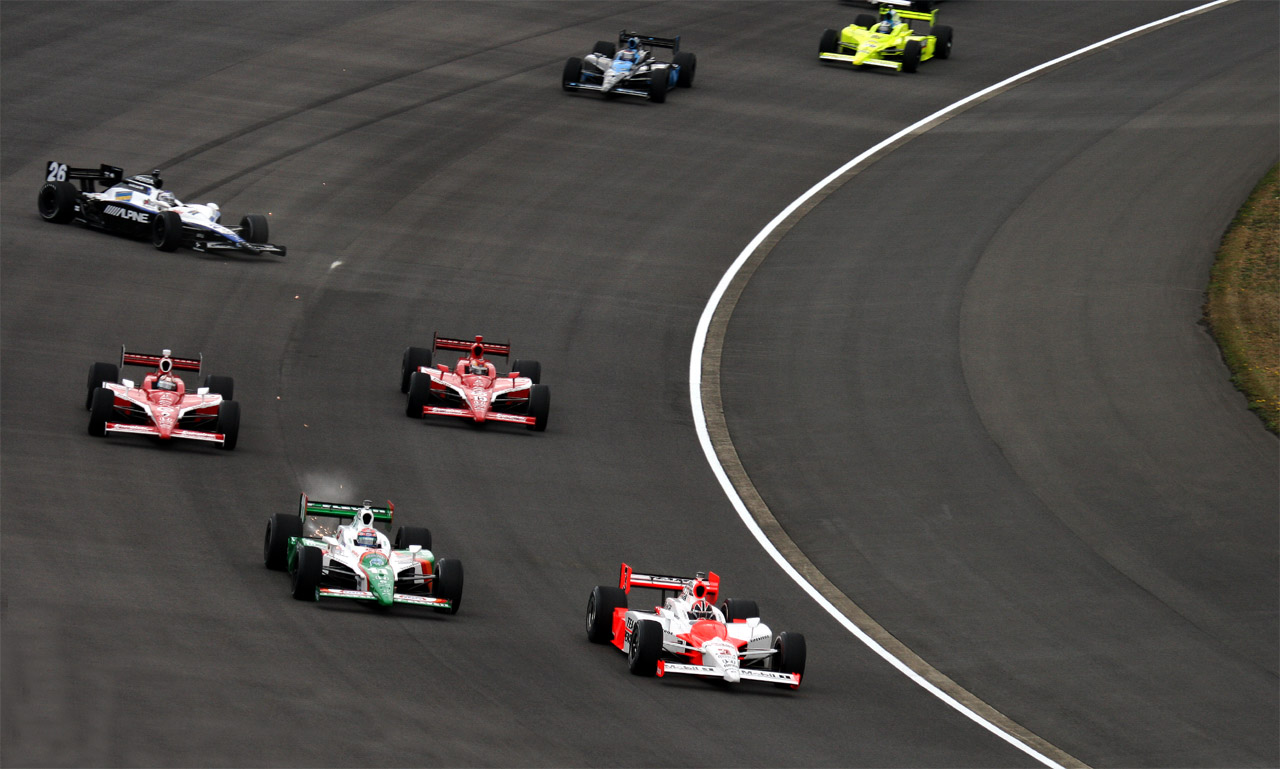
Premier tour mouvementé de l'Indy Japan 300 à Motegi, avec Marco Andretti en travers.

Le championnat IndyCar Series 2008 s'est déroulé du 29 mars au 7 septembre 2008 et a été remporté par le Néo-Zélandais Scott Dixon sur une Dallara-Honda du Chip Ganassi Racing.

## Repères

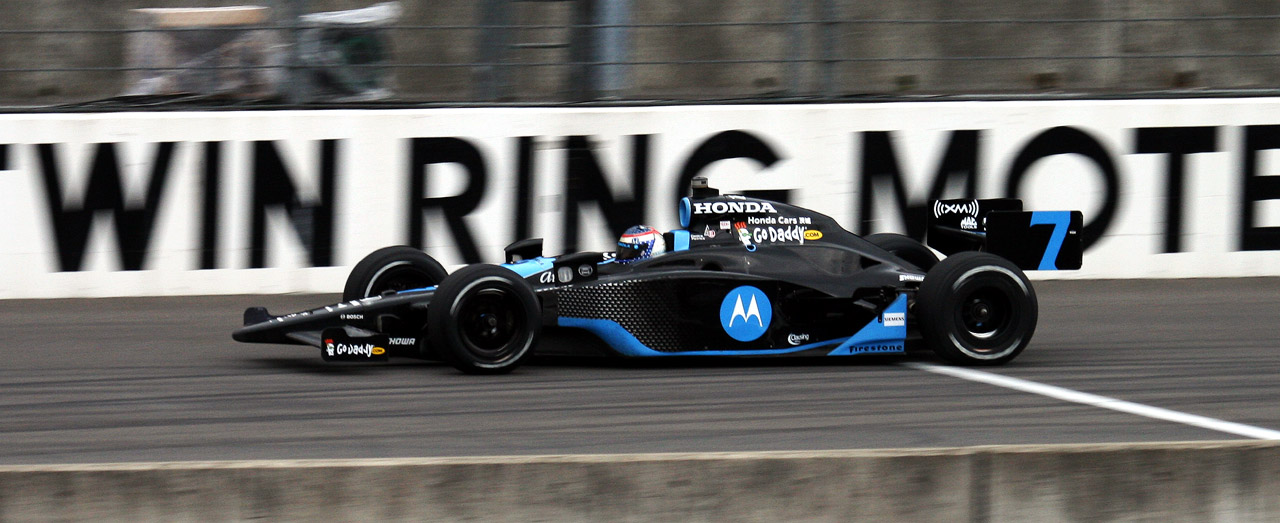
Danica Patrick vers sa première victoire en carrière à Motegi.

- À la suite de l'absorption du Champ Car par l'IRL, l'IndyCar Series devient en 2008 l'unique championnat national de monoplace aux États-Unis, mettant fin à un schisme de près 12 années. Le plateau de l'IndyCar est ainsi renforcé par plusieurs équipes du Champ Car telles que le Newman/Haas/Lanigan Racing, le Conquest Racing, le HVM Racing, et le KV Racing.
- Sur l'ovale de Motegi au Japon, Danica Patrick devient la première femme à remporter une manche d'IndyCar tout championnats confondus (AAA, USAC, CART/Champ Car ou IRL/IndyCar Series)[1].

## Engagés

### Programmes complets

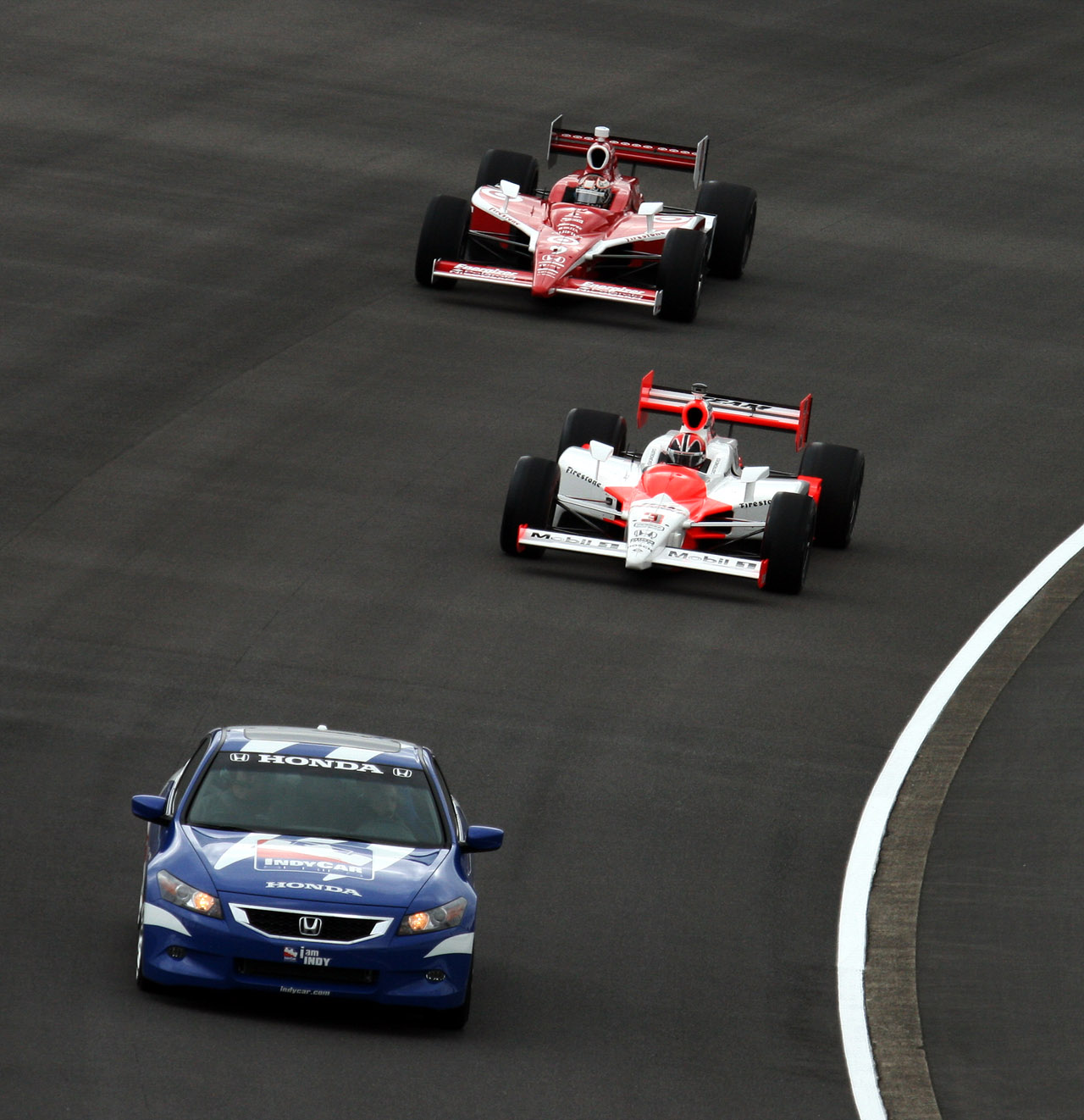
Hélio Castroneves et Scott Dixon derrière le pace car à Motegi.

| Ecuries                    | No | Pilotes           |
| -------------------------- | -- | ----------------- |
| Team Penske                | 3  | Hélio Castroneves |
| Team Penske                | 6  | Ryan Briscoe      |
| Chip Ganassi Racing        | 9  | Scott Dixon       |
| Chip Ganassi Racing        | 10 | Dan Wheldon       |
| Andretti Green Racing      | 7  | Danica Patrick    |
| Andretti Green Racing      | 11 | Tony Kanaan       |
| Andretti Green Racing      | 26 | Marco Andretti    |
| Andretti Green Racing      | 27 | Hideki Mutoh      |
| Rahal Letterman Racing     | 17 | Ryan Hunter-Reay  |
| Panther Racing             | 4  | Vitor Meira       |
| A.J. Foyt Racing           | 14 | Darren Manning    |
| A.J. Foyt Racing           | 41 | Jeff Simmons (en) |
| A.J. Foyt Racing           | 41 | Franck Perera     |
| Vision Racing              | 2  | A. J. Foyt IV     |
| Vision Racing              | 20 | Ed Carpenter      |
| Vision Racing              | 22 | Paul Tracy        |
| Dreyer & Reinbold Racing   | 15 | Buddy Rice        |
| Dreyer & Reinbold Racing   | 23 | Milka Duno        |
| Dreyer & Reinbold Racing   | 23 | Townsend Bell     |
| Roth Racing                | 24 | Jay Howard        |
| Roth Racing                | 25 | Marty Roth        |
| KV Racing Technology       | 5  | Oriol Servià      |
| KV Racing Technology       | 8  | Will Power        |
| Conquest Racing            | 34 | Franck Perera     |
| Conquest Racing            | 34 | Jaime Camara      |
| Conquest Racing            | 36 | Enrique Bernoldi  |
| Conquest Racing            | 36 | Alex Tagliani     |
| Newman/Haas/Lanigan Racing | 02 | Justin Wilson     |
| Newman/Haas/Lanigan Racing | 06 | Graham Rahal      |
| Dale Coyne Racing          | 18 | Bruno Junqueira   |
| Dale Coyne Racing          | 19 | Mario Moraes      |
| HVM Racing                 | 33 | Ernesto Viso      |
| Pacific Coast Motorsports  | 96 | Mario Dominguez   |

Notes:
- Faute de budget, Franck Perera est remplacé chez Conquest Racing par Jaime Camara à partir de la manche du Kansas[2].
- Après avoir participé à la manche de Long Beach disputée sous la réglementation Champ Car, Mario Dominguez et le Pacific Coast Motorsport rejoignent le championnat à partir de l'Indy 500[3].
- Franck Perera remplace chez A.J. Foyt Racing Jeff Simmons pour le dernier GP à Chicagoland.

### Programmes partiels

#### 500 miles d'Indianapolis
| Ecurie                          | No | Pilotes           |
| ------------------------------- | -- | ----------------- |
| Rahal Letterman Racing          | 16 | Alex Lloyd        |
| A. J. Foyt Enterprises          | 41 | Jeff Simmons (en) |
| Vision Racing                   | 22 | Davey Hamilton    |
| Dreyer & Reinbold Racing        | 99 | Townsend Bell     |
| Roth Racing                     | 24 | John Andretti     |
| Rubicon Race Team               | 44 | Max Papis         |
| Sarah Fisher Racing             | 67 | Sarah Fisher      |
| Luczo Dragon Racing             | 12 | Tomas Scheckter   |
| Beck Motorsports/Wellman Racing | 98 | Roger Yasukawa    |
| Hemelgarn Racing                | 91 | Buddy Lazier      |
| American Dream Motorsports      | 88 | Phil Giebler      |

#### Grand Prix de Long Beach
| Ecurie                    | No | Pilotes          |
| ------------------------- | -- | ---------------- |
| Forsythe Racing*          | 37 | David Martínez   |
| Forsythe Racing*          | 3  | Paul Tracy       |
| Forsythe Racing*          | 7  | Franck Montagny  |
| KV Racing Technology      | 12 | Jimmy Vasser     |
| Pacific Coast Motorsports | 29 | Alex Figge       |
| Pacific Coast Motorsports | 28 | Mario Dominguez  |
| Minardi Team USA          | 4  | Nelson Philippe  |
| Minardi Team USA          | 14 | Roberto Moreno   |
| Rocketsports Racing       | 9  | Antônio Pizzonia |
| Rocketsports Racing       | 10 | Juho Annala      |
| Walker Racing (en)        | 15 | Alex Tagliani    |

#### Autres courses
| Ecurie                           | No | Pilotes         |
| -------------------------------- | -- | --------------- |
| Beck Motorsports/Wellman Racing  | 77 | Roger Yasukawa  |
| Luczo Dragon Racing              | 12 | Tomas Scheckter |
| Vision Racing/Walker Racing (en) | 22 | Paul Tracy      |
| Sarah Fisher Racing              | 67 | Sarah Fisher    |

Note: En raison de la fusion tardive entre les championnats IndyCar Series et Champ Car, les écuries du ChampCar sont parrainés par les écuries de l'Indy, pour faciliter leur adaptation.

## Courses de la saison 2008
Sur fond jaune, course ne donnant pas lieu à attribution de points au championnat.
| Date        | Course                                | Circuit                        | Vainqueur         | Voiture        | Écurie                     |
| 29 mars     | GAINSCO Auto Insurance Indy 300       | Homestead-Miami Speedway       | Scott Dixon       | Dallara-Honda  | Chip Ganassi Racing        |
| 6 avril     | Honda Grand Prix of St-Petersburg     | St. Petersburg                 | Graham Rahal      | Dallara-Honda  | Newman/Haas/Lanigan Racing |
| 20 avril    | Bridgestone Indy Japan 300            | Twin Ring Motegi               | Danica Patrick    | Dallara-Honda  | Andretti Green Racing      |
| 20 avril    | Toyota Grand Prix of Long Beach       | Long Beach                     | Will Power        | Panoz-Cosworth | KV Racing                  |
| 27 avril    | RoadRunner Turbo Indy 300             | Kansas Speedway                | Dan Wheldon       | Dallara-Honda  | Chip Ganassi Racing        |
| 25 mai      | Indianapolis 500                      | Indianapolis Motor Speedway    | Scott Dixon       | Dallara-Honda  | Chip Ganassi Racing        |
| 1er juin    | ABC Supply Company A. J. Foyt 225     | Milwaukee Mile                 | Ryan Briscoe      | Dallara-Honda  | Team Penske                |
| 7 juin      | Bombardier Learjet 550                | Texas Motor Speedway           | Scott Dixon       | Dallara-Honda  | Chip Ganassi Racing        |
| 22 juin     | Iowa Corn Indy 250                    | Iowa Speedway                  | Dan Wheldon       | Dallara-Honda  | Chip Ganassi Racing        |
| 28 juin     | SunTrust Indy Challenge               | Richmond International Raceway | Tony Kanaan       | Dallara-Honda  | Andretti Green Racing      |
| 6 juillet   | Camping World Watkins Glen Grand Prix | Watkins Glen International     | Ryan Hunter-Reay  | Dallara-Honda  | Rahal Letterman Racing     |
| 12 juillet  | Firestone Indy 200                    | Nashville Superspeedway        | Scott Dixon       | Dallara-Honda  | Chip Ganassi Racing        |
| 20 juillet  | Honda 200 at Mid-Ohio                 | Mid-Ohio Sports Car Course     | Ryan Briscoe      | Dallara-Honda  | Team Penske                |
| 26 juillet  | Rexall Edmonton Indy                  | Edmonton                       | Scott Dixon       | Dallara-Honda  | Chip Ganassi Racing        |
| 9 août      | Meijer Indy 300                       | Kentucky Speedway              | Scott Dixon       | Dallara-Honda  | Chip Ganassi Racing        |
| 24 août     | Motorola Indy 300                     | Infineon Raceway               | Hélio Castroneves | Dallara-Honda  | Team Penske                |
| 31 août     | Detroit Indy Grand Prix               | Belle Isle Park                | Justin Wilson     | Dallara-Honda  | Newman/Haas/Lanigan Racing |
| 7 septembre | Peak Antifreeze Indy 300              | Chicagoland Speedway           | Hélio Castroneves | Dallara-Honda  | Team Penske                |
| 26 octobre  | 300 miles de la Gold Coast            | Surfers Paradise               | Ryan Briscoe      | Dallara-Honda  | Team Penske                |

Notes:
- En raison de l'absorption tardive du championnat Champ Car par l'IndyCar Series, le calendrier comporte une anomalie majeure, à savoir la tenue le même week-end d'une épreuve dans les rues de Long Beach en Californie et d'une autre sur l'ovale de Motegi au Japon. Le Grand Prix de Long Beach, épreuve phare du championnat CART/Champ Car depuis 1984, a été disputé par les monoplaces répondant à la réglementation du Champ Car (les Panoz-Cosworth DP01), tout en donnant lieu à une attribution de points pour le championnat IndyCar. Toutes les autres manches du championnat se disputeront selon le règlement technique de l'IndyCar.
- Ajoutée au calendrier à la suite de l'absorption du Champ Car par l'IndyCar, la manche de Surfers Paradise n'a pas donné lieu à attribution de points. Par contrat, les organisateurs de la manche du Chicagoland Speedway avaient en effet reçu l'assurance d'accueillir la dernière course du championnat[4].

## Classement des pilotes[5]
| Classement | Pilote            | Pays             | Voiture                         | Écurie                                     | Nombre de points |
| ---------- | ----------------- | ---------------- | ------------------------------- | ------------------------------------------ | ---------------- |
| 1er        | Scott Dixon       | Nouvelle-Zélande | Dallara-Honda                   | Chip Ganassi Racing                        | 646              |
| 2e         | Hélio Castroneves | Brésil           | Dallara-Honda                   | Team Penske                                | 629              |
| 3e         | Tony Kanaan       | Brésil           | Dallara-Honda                   | Andretti Green Racing                      | 513              |
| 4e         | Dan Wheldon       | Royaume-Uni      | Dallara-Honda                   | Chip Ganassi Racing                        | 492              |
| 5e         | Ryan Briscoe      | Australie        | Dallara-Honda                   | Team Penske                                | 447              |
| 6e         | Danica Patrick    | États-Unis       | Dallara-Honda                   | Andretti Green Racing                      | 379              |
| 7e         | Marco Andretti    | États-Unis       | Dallara-Honda                   | Andretti Green Racing                      | 363              |
| 8e         | Ryan Hunter-Reay  | États-Unis       | Dallara-Honda                   | Rahal Letterman Racing                     | 360              |
| 9e         | Oriol Servia      | Espagne          | Panoz-Cosworth et Dallara-Honda | KV Racing                                  | 358              |
| 10e        | Hideki Mutoh      | Japon            | Dallara-Honda                   | Andretti Green Racing                      | 346              |
| 11e        | Justin Wilson     | Royaume-Uni      | Panoz-Cosworth et Dallara-Honda | Newman/Haas/Lanigan Racing                 | 340              |
| 12e        | Will Power        | Australie        | Panoz-Cosworth et Dallara-Honda | KV Racing                                  | 331              |
| 13e        | Vitor Meira       | Brésil           | Dallara-Honda                   | Panther Racing                             | 324              |
| 14e        | Darren Manning    | Royaume-Uni      | Dallara-Honda                   | A. J. Foyt Enterprises                     | 323              |
| 15e        | Ed Carpenter      | États-Unis       | Dallara-Honda                   | Vision Racing                              | 320              |
| 16e        | Buddy Rice        | États-Unis       | Dallara-Honda                   | Dreyer & Reinbold Racing                   | 306              |
| 17e        | Graham Rahal      | États-Unis       | Panoz-Cosworth et Dallara-Honda | Newman/Haas/Lanigan Racing                 | 288              |
| 18e        | Ernesto Viso      | Venezuela        | Panoz-Cosworth et Dallara-Honda | HVM Racing                                 | 286              |
| 19e        | A. J. Foyt IV     | États-Unis       | Dallara-Honda                   | Vision Racing                              | 280              |
| 20e        | Bruno Junqueira   | Brésil           | Panoz-Cosworth et Dallara-Honda | Dale Coyne Racing                          | 256              |
| 21e        | Mario Moraes      | Brésil           | Panoz-Cosworth et Dallara-Honda | Dale Coyne Racing                          | 244              |
| 22e        | Enrique Bernoldi  | Brésil           | Panoz-Cosworth et Dallara-Honda | Conquest Racing                            | 220              |
| 23e        | Jaime Camara      | Brésil           | Dallara-Honda                   | Conquest Racing                            | 174              |
| 24e        | Marty Roth        | Canada           | Dallara-Honda                   | Roth Racing                                | 166              |
| 25e        | Milka Duno        | Venezuela        | Dallara-Honda                   | Dreyer & Reinbold Racing                   | 140              |
| 26e        | Townsend Bell     | États-Unis       | Dallara-Honda                   | Dreyer & Reinbold Racing                   | 117              |
| 27e        | Mario Dominguez   | Mexique          | Panoz-Cosworth et Dallara-Honda | Pacific Coast Motorsport                   | 112              |
| 28e        | Jay Howard        | Royaume-Uni      | Dallara-Honda                   | Roth Racing                                | 72               |
| 29e        | Franck Perera     | France           | Panoz-Cosworth et Dallara-Honda | Conquest Racing et A. J. Foyt Enterprises  | 71               |
| 30e        | John Andretti     | États-Unis       | Dallara-Honda                   | Roth Racing                                | 71               |
| 31e        | Tomas Scheckter   | Afrique du Sud   | Dallara-Honda                   | Luczo Dragon Racing                        | 66               |
| 32e        | Alex Tagliani     | Canada           | Panoz-Cosworth et Dallara-Honda | Walker Racing (en) et Conquest Racing      | 56               |
| 33e        | Paul Tracy        | Canada           | Panoz-Cosworth et Dallara-Honda | Forsythe/Pettit Racing et Vision Racing    | 51               |
| 34e        | Sarah Fisher      | États-Unis       | Dallara-Honda                   | Sarah Fisher Racing                        | 37               |
| 35e        | Roger Yasukawa    | États-Unis       | Dallara-Honda                   | Beck Motorsports                           | 16               |
| 35e        | Davey Hamilton    | États-Unis       | Dallara-Honda                   | Vision Racing                              | 16               |
| 37e        | Buddy Lazier      | États-Unis       | Dallara-Honda                   | Hemelgarn Racing                           | 13               |
| 38e        | Alex Lloyd        | Royaume-Uni      | Dallara-Honda                   | Rahal Letterman Racing/Chip Ganassi Racing | 10               |
| 38e        | Jeff Simmons (en) | États-Unis       | Dallara-Honda                   | A. J. Foyt Enterprises                     | 10               |

- Sur fond vert, le meilleur débutant de l'année (rookie of the year). Bien que débutant également dans le championnat IndyCar Series, le pilote espagnol Oriol Servia n'avait pas le statut de "rookie" compte tenu de sa longue expérience en Champ Car.
- Les pilotes qui n'ont participé qu'au Grand Prix de Long Beach (Franck Montagny, David Martinez, Jimmy Vasser, Alex Figge, Nelson Philippe, Antônio Pizzonia, Roberto Moreno et Juho Annala) n'ont pas inscrit de points et ne figurent donc pas au classement du championnat. Dans un premier temps, Paul Tracy et Alex Tagliani n'ont pas non plus été crédités de leurs points de Long Beach, vu qu'ils n'étaient pas inscrits en IndyCar, mais après quelques participations au cours de la saison, leurs points de Long Beach leur ont été réattribués. Tous les autres participants de l'épreuve californienne (y compris Franck Perera et Mario Dominguez qui n'ont effectué qu'un programme partiel) sont crédités de leurs points.